# 261 هـ
261 هـ هي سنة في التقويم الهجري امتدت مقابلةً في التقويم الميلادي بين سنتي 874 و875.

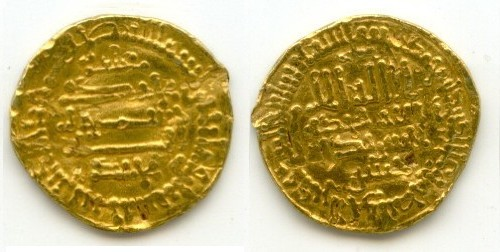
دينار أغلبي في عهد أبو الغرانيق محمد بن أحمد

## مواليد
- أبو عمر الزاهد

## وفيات
- أبو الغرانيق محمد بن أحمد
- أبو هاشم الجعفري
- أبو يزيد البسطامي
- السوسي
- العجلي
- حاشد بن إسماعيل
- حسن بن محمد بن أبي الشوارب
- عبد الأعلى بن وهب
- مسلم بن الحجاج